# چاهوک محراب
چاهوک محراب، روستایی از توابع بخش بزمان شهرستان ایرانشهر در استان سیستان و بلوچستان ایران است.

## جمعیت
این روستا در دهستان بزمان قرار دارد و براساس سرشماری مرکز آمار ایران در سال ۱۳۸۵، جمعیت آن ۳۳ نفر (۹خانوار) بوده‌است.